# برای عشق تو
«برای عشق تو» آلبومی از گروه موسیقی سایکدلیک راک یاردبردز است.